# Казанова-Лерроне
Казанова-Лерроне (итал. Casanova Lerrone) — коммуна в Италии, располагается в регионе Лигурия, в провинции Савона.
Население составляет 792 человека (2008 г.), плотность населения составляет 32 чел./км². Занимает площадь 24 км². Почтовый индекс — 17033. Телефонный код — 0182.
Покровителем коммуны почитается святой Антоний Апамейский, празднование 2 сентября.

## Демография
Динамика населения:

## Администрация коммуны
- Официальный сайт: